# Севильская ярмарка
Севильская апрельская ярмарка (исп. Feria de Abril) — ежегодная ярмарка, проводимая в Севилье. Обычно начинается через две недели после Страстной недели или на Пасхальной неделе.
Ярмарка официально начинается в полночь в понедельник и продолжается в течение 6 дней, заканчиваясь в воскресенье. Тем не менее, предварительные приготовления начинаются ещё в субботу, до начала. Каждый день фестиваль начинается с парада повозок и всадников, сопровождаемого жителями. К полудню они подходят к арене на площади Пласа-де-Торос, где проходит коррида.
Во время праздника, ярмарочную площадь и берега Гвадалквивира украшают всячески декорированными палатками, называемыми касетас. Некоторые из них принадлежат знатным семьям, другие клубам, торговым ассоциациям, политическим партиям или просто группам друзей. Начиная примерно с девяти вечера до шести или семи часов утра сначала на улице, а затем в каждом из павильонов можно наблюдать гуляющих, которые танцуют традиционную севильяну, наслаждаясь хересом и тапасами. Популярностью пользуется также коктейль ребухито.
Первая ярмарка была проведена 18 апреля 1847 года на площади Прадо-де-Сан-Себастьян («луг Святого Себастьяна») по инициативе двух чиновников (родом с севера Испании). По сути тогда это был всего лишь базар, где продавался домашний скот. 